# Yehuda D. Nevo
Yehuda D. Nevo (1932 – 12 de febrero de 1992) fue un arqueólogo e historiador israelí, conocido por sus estudios revisionistas sobre los orígenes del islam.

## Biografía
Yehuda nació en Haifa. Su padre murió cuando él tenía nueve meses y su madre decidió no criarlo. Pasó por varias familias de acogida y creció en la compañía juvenil Najshonim («Pioneros»), grupo A del kibutz Beit Alfa. Se casó con Miriam Dayan y se divorció al poco tiempo. 
Con menos de 20 años de edad se convirtió en oficial de las nacientes FDI aún sin completar el curso de oficiales. Participó en algunas operaciones militares según su testimonio, y con la creación de la Unidad 101 en agosto de 1953, fue de sus primeros combatientes y participó en la Masacre de Qibya; después dejó la unidad, tenía alrededor de 21 años. Según su testimonio, estos hechos persiguieron su conciencia toda su vida.
Tras retirarse de la vida militar, Nevo fue pastor en el kibutz Beit Alfa y trabajó también como editor en Jerusalén. Luego ejerció como investigador en arqueología. Entre otras cosas, Nevo realizó un reconocimiento arqueológico en el valle de Jula junto con Miriam Dayan, así como un reconocimiento en torno al kibutz Metzer. A comienzos de la década de 1960 trabajó varios años en una novela histórica sobre Judea, pero finalmente decidió no publicarla.
Para su investigación histórica y arqueológica, residió en la Midrasha de Sde Boker y desde allí salía en campañas de trabajo de campo. Optó por cambiar su apellido original, Dayan, por Nevo para evitar que le preguntasen constantemente si era pariente de Moshe Dayan.
En sus últimos aós Nevo enfermó y el 12 de febrero de 1992 puso fin a su vida en Beeria. Yehuda fue enterrado en el cementerio del kibutz Sde Boker, cerca del lugar de su principal investigación, en el kibutz llamado «Ciudad Perdida».

## Investigación sobre arqueología y formación del islam
Nevo participó en el Proyecto Arqueológico del Néguev sobre el periodo islámico temprano y el poblamiento rural en el Néguev entre los siglos VI y VIII, bajo la dirección del Instituto de Arqueología de la Universidad Hebrea de Jerusalén (HUJI). Realizó gran parte de las excavaciones con sus propias manos, sin obreros, con la ayuda de sus amigos Amnon Rotenberg y Nurit Tsafrir.
Nevo descubrió inscripciones kufíes en el desierto del Néguev (Israel), cuatrocientas de las cuales se publicaron en Ancient Arabic Inscriptions from the Negev. Ello le llevó a él y a Judith Koren, bibliotecaria de la Universidad de Haifa, a reexaminar los orígenes del islam y su historia temprana.
Ambos cuestionaron radicalmente la historicidad de los relatos tradicionales islámicos sobre los orígenes del islam, adhiriéndose así a la escuela revisionista de estudios islámicos. Nevo y Koren coescribieron Crossroads to Islam: The Origins of the Arab Religion and the Arab State, donde presentan una teoría sobre el origen y desarrollo del Estado y la religión árabes. Según ellos, los árabes conquistaron el Próximo Oriente con una mezcla de creencias «paganas preislámicas» y un «monoteísmo indeterminado». Dichas creencias se modificaron en el contacto con el monoteísmo judeocristiano de las tierras conquistadas. La investigación de Nevo ha puesto en duda la historicidad del relato tradicional de Mahoma como profeta y la historia tradicional del Corán.
Parte del trabajo de Nevo figura también en el volumen The Quest for the Historical Muhammad, editado por Ibn Warraq.

### Descubrimiento de las inscripciones rupestres
En 1981, él y su equipo descubrieron cuatrocientas inscripciones rupestres en antiguos alfabetos árabes en un lugar del desierto del Néguev cercano a Sde Boker. El sitio es conocido como «La Ciudad Perdida» (Sitio 92, Levantamiento de Israel, mapa de Sde Boker Oeste). Este hallazgo le llevó, junto con Judith Koren, bibliotecaria de la Universidad de Haifa, a reexaminar las fuentes del islam y la historia temprana musulmana.
Nevo presentó los primeros resultados de dicho proyecto en el III Coloquio Internacional organizado por la Universidad Hebrea en 1985, titulado From Jahiliyya to Islam, con la ponencia «Sde Boqer and the Central Negev, 7th–8th Century AD». Continuó su investigación y publicó los resultados en un artículo sobre el paganismo árabe en el Néguev durante el periodo bizantino de Palestina, que presentó en el quinto coloquio de esta serie, en 1990. Su último artículo sobre el tema, «Towards a Prehistory of Islam» («Hacia una prehistoria del islam») se publicó en 1994 de forma póstuma, editado por la revista.
Los textos completos de las inscripciones del Néguev, con calcos, lectura y traducción, fueron publicados por Nevo, Zemira Cohen y Dalia Heftman en su libro Ancient Arabic Inscriptions from the Negev. Antes de ese libro, los hallazgos se publicaron de forma gradual entre 1981–1982 y 1986–1988. Estas inscripciones fueron la base para cuestionar las fuentes islámicas y la historia temprana del islam, lo que condujo a conclusiones que contradicen el relato oficial de las fuentes islámicas. Nevo se adscribe a la escuela revisionista de estudios islámicos.

### Desarrollo del enfoque revisionista en los estudios islámicos
En su libro Crossroads to Islam: the origins of the Arab religion and the Arab state (trad. libre del hebreo), escrito con Judith Koren y publicado tras su muerte, presentó una teoría sobre los orígenes y el desarrollo del Estado árabe y de la religión islámica. Al igual que varios investigadores occidentales antes que él, por diversos motivos, dudó de la validez histórica de las tradiciones islámicas clásicas sobre los primeros tiempos del islam. La primera parte del libro describe, con base en hallazgos arqueológicos publicados por otros arqueólogos, el cese del mantenimiento de la provincia oriental por parte del Imperio bizantino y la retirada sasánida de la región, tras desaparecer el motivo económico para retenerla. Según estos datos, no hubo una «ocupación árabe desde el sur», sino que los árabes habrían tomado el poder en el vacío dejado por los sasánidas, ya fueran locales o tribus del desierto previamente reclutadas por el imperio para contener la frontera, a las que en algún momento dejó de pagar. Aunque un requisito de la «asociación» con Bizancio era la adopción del cristianismo, en la práctica el jefe tribal lo declaraba (y con él, toda la tribu), pero de hecho muchos siguieron siendo paganos. En el desarrollo posterior, con base en el análisis de fuentes históricas y de las inscripciones del Néguev, describe cómo esos árabes adoptaron con el tiempo el monoteísmo cristiano de la población sedentaria a la que empezaron a gobernar y, más tarde, establecieron una religión independiente. Según esta lectura de las evidencias, los relatos de Mahoma y del Corán no serían completamente históricos.
Este escepticismo recibió críticas contundentes por parte de otros historiadores. No obstante, Koren y Nevo publicaron un artículo explicando su enfoque metodológico para el estudio de la historia islámica, que apareció en 1991 y más tarde fue incluido en una recopilación de trabajos «revisionistas», The Quest for the Historical Muhammad, editada por Ibn Warraq.
Como se indicó, otros investigadores habían llegado antes a conclusiones similares, como John E. Wansbrough, quien analizó a fondo el texto coránico y sostuvo que era una colección de dichos «en circulación» que se integraron en un libro sagrado sólo a mediados del siglo VIII, una opinión a la que Nevo llegó desde sus hallazgos epigráficos.
El teólogo alemán Karl-Heinz Ohlig, en un artículo extenso, partió de la teoría de Nevo expuesta en Crossroads to Islam para llevarla más allá. Años después, en Die dunklen Anfänge (Los oscuros comienzos), sólo en alemán, coeditado por Ohlig, desarrolló su teoría en un sentido distinto y ya no citó el trabajo de Nevo. En ese libro, Ohlig sostiene que «Muhammad» fue inicialmente un título («el aclamado») y no un nombre personal (tesis tomada de Nevo), y llega a proponer que dicho título se aplicaba a Jesús; esto es contrario a la teoría de Nevo.
La teoría de Nevo ha sido conectada y discutida por diversos autores, como el investigador polaco M. Grodzki, entre otros.

## Publicaciones
- Nevo, Yehuda D. (1990). «The Origins of the Muslim Descriptions of the Jahili Meccan Sanctuary», Journal of Near Eastern Studies, n.º 1.
- Nevo, Yehuda D. (1991). Pagans and herders: a re-examination of the Negev runoff cultivation systems in the Byzantine and early Arab periods, IPS, Néguev, Israel, ISBN 965-435-000-9.
- Nevo, Yehuda D.; Cohen, Zemira; Heftman, Dalia (eds.) (1993). Ancient Arabic Inscriptions from the Negev, IPS, Néguev, Israel, ISBN 965-435-001-7.
- Nevo, Yehuda D.; Koren, Judith (2000). «Methodological Approaches to Islamic Studies». En: The Quest for the Historical Muhammad. Nueva York: Prometheus Books. pp. 420–443.
- Nevo, Yehuda D.; Koren, Judith (2003). Crossroads to Islam: the origins of the Arab religion and the Arab state, Prometheus Books, Amherst, NY, ISBN 1-59102-083-2.